# Kostřava sivá
Kostřava sivá (Festuca pallens) je trsnatá tráva s tuhými listy a středně vysokými stébly, je jedním z mnoha druhů bohatého rodu kostřava.

## Taxonomie
Rod kostřava, skládající se z více než 500 druhů, je infragenerickou klasifikací rozčleněn na 9 podrodů, z nichž druhově nejbohatším je nominátní podrod Festuca, rozdělený dále na 7 sekcí. Sekce Festuca je podle morfologicko-anatomických znaků dělena do 4 sérií a do té nejrozsáhlejší z nich, zvané Psammophilae, přísluší druh kostřava sivá. Jiné členění sekce Festuca je do 9 skupin, kde hlavním druhem druhé skupiny je právě kostřava sivá.
V České republice roste kostřava sivá ve dvou poddruzích:
- kostřava sivá pravá (Festuca pallens Host subsp. pallens) a
- kostřava sivá draslavá (Festuca pallens Host subsp. scabrifolia) (Rohlena) Zielonk.

Oba poddruhy jsou od sebe morfologicky jen málo odlišné.

## Výskyt
Vyrůstá na propustných půdách suchých luk, mezí, pastvin, písčin i ve skalnatých terénech bez zřetelné vazby na typ podloží. Roste obvykle v rozmezí 100 až 1300 m n. m., nejčastěji ve společenstvech svazů Alysso saxatilis-Festucion pallenstis, Helianthemo cani-Festucion pallentis, Avenulo adsurgensis-Festucion pallentis a Diantho lumnitzerii-Seslerion albicantis.
Geograficky je vymezena od Francie a Belgie přes Alpy do Střední Evropy a dále přes Karpaty až do Transylvánie v Rumunsku a na Ukrajinu.

## Popis
Jsou to trsnaté rostliny s intravaginálními výběžky. Z vytrvalého oddenku vyrůstají veliké trsy štětinovitých, ojíněných, sivě modrozelených tuhých listů a tenká, až 0,5 m vysoká přímá hladká stébla která ale mohou být nahoře drsná. Listy mají rozdělenou hladkou, nažloutlou nebo zřídka nafialovělou pochvu a v ouško protažené krátké jazýčky. Čepele listů, které se pro snížení výparu svinují a jsou vzhledově štětinaté, mají v průměru 0,7 až 1,8 mm, jsou hladké nebo u špičky mírně drsné a mají nejčastěji 9 žilek. Listy sterilních výhonků mají pod pokožkou souvislý kruh buněčného pletiva a uvnitř 7 až 11 cévních svazků.
Podlouhle eliptické 4 až 7květé klásky 6,5 až 9 mm dlouhé, spočívající na nitkovitých stopkách, skládají dohromady obyčejně jednostrannou, vejčitě podlouhlou latu světle hnědé barvy o délce 4 až 9,5 cm. Ta je za květu v horní části převislá a po odkvětu stažená, vřeteno i větévky má hladké. Pluchy dlouhé 4,5 až 5,5 mm jsou kopinatého tvaru a mají osiny zhruba o poloviční délce. Dvě nestejné plevy jsou kratší než nejbližší pluchy. V kvítku jsou 3 tyčinky s prašníky a svrchní semeník s lysým vrcholem z kterého ční po stranách klásků 2 pérovité blizny. Doba kvetení bývá květen až červen, opylovány jsou větrem. Plodem jsou elipsoidní obilky.
Kostřavy sivé se využívá v okrasném zahradnictví, kde je v mnoha kultivarech různých barevných odstínu základní modrošedé barvy oblíbenou skalkovou rostlinou. Množí se převážně dělením trsů, protože rostliny vypěstované s dobře klíčivých semen nebývají barevně ani tvarově jednotné. Z pícninářského hlediska jsou to rostliny druhojakostní.

## Ochrana
V "Černém a červeném seznamu cévnatých rostlin ČR z roku 2000" je kostřava zařazena do kategorie C4a – mezi vzácnější taxony sice méně ohrožené, ale vyžadující další pozornosti.